# Kupferbach (Glonn)
Der Kupferbach ist ein Fluss in Oberbayern.
Er entspringt im Landkreis Rosenheim in der Nähe von Percha, fließt in nördlicher Richtung, unter anderem durch den Lauser Weiher, den Ort Unterlaus und das Landschaftsschutzgebiet Kupferbachtal und mündet im Landkreis Ebersberg im Markt Glonn in die Glonn.